# Ecclesiologie
Ecclesiologie (of kerkleer) is de verzamelnaam voor het theologisch nadenken over het begrip Kerk.

## Rooms-Katholieke Ecclesiologie

### Blikrichting
Waar de sacramententheologie zich richt op de vraag hoe in zichtbare tekens de onzichtbare Christus de mens bereikt, is de blikrichting van de ecclesiologie eerder omgekeerd: de mens ontvangt zichzelf van de Eucharistie als mystiek lichaam van Christus. De vraag is vervolgens hoe hij aan dit onzichtbare beantwoordt in zichtbare werken.

### Visies op de Kerk
Er kunnen verschillende visies zijn op de Kerk:

#### Visie op de Kerk als instituut
Dit model sluit goed aan bij de leer van de negentiende eeuw: de kerk beschouwt haar taak als van goddelijk recht: voortzetting van het werk van Christus als koning, priester en profeet. Het beeld verschaft duidelijkheid en stabiliteit en kent goede mogelijkheden zichzelf te onderscheiden van anderen. Nadelen zijn mogelijk klerikalisme en een karige rol voor de leek (ontvangend), juridicisme (subjectieve beleving onbelangrijk), risico van triomfalisme (in de societas perfecta is geen plaats voor kritiek, alleen voor bevestiging). Een ideologische omgang met de schrift is nodig ter illustratie en bevestiging. Het model werkt contextueel niet meer in een tijd van oecumene en dialoog.

#### Visie op de Kerk als mystieke gemeenschap
Het exclusivisme slaat nu om in inclusivisme. Het ‘Extra ecclesiam nulla salus’ wordt ‘ubi caritas et amor, Deus ibi est’. Voordeel is dat dit model een Bijbelse basis heeft. Het is zeer oecumenisch: ieder is geroepen tot navolging van Christus en ieder hoort dus tot de kerk. Het model is zowel in de patristiek als in de scholastiek sterk bereflecteerd: het stelt een kerk uit genade, een mystieke werkelijkheid voor. Contextueel past het beter in onze tijd: Gemeinschaft als innerlijk beeld voor het Gesellschaft, het instituut. Nadeel is dat niet duidelijk is hoe het onzichtbare zichtbaar wordt. Er bestaat een neiging tot vergoddelijking van de kerk (mystificatie ten koste van incarnatie). Is er nog missie nodig? Geldt het doopbevel nog? Het risico bestaat dat de mystieke en effectieve gemeenschap met elkaar worden verward; het mystieke schuift dan naar de achtergrond ten voordele van gezellig samenzijn.

#### Visie op de Kerk als sacrament
Het Tweede Vaticaans Concilie en recente theologie gebruiken dit beeld; het brengt evenwicht. Het verbindt het mystieke met het instituut (onzichtbaar met zichtbaar). Het model gaat ervan uit dat de Geest zowel binnen als buiten de kerk werkzaam is (beide zijn samen en apart te denken). Verder is een voordeel dat de sacramentele structuur van de kerk sacramentologie, ecclesiologie en ambtstheologie verbindt. Verder zijn loyaliteit aan en kritiek op de kerk samen denkbaar. De nadelen van dit model zijn klein. Het heeft een kleine schriftuurlijke basis. De diaconie lijkt buiten de sacramentele structuur te vallen, terwijl dit als antwoord van de mens toch een belangrijke plaats heeft. Het is voorts een moeilijk beeld voor predicatie (de nuance is moeilijk uit te leggen). Ten slotte is het een weinig protestants beeld (oecumene).
De methodologie van de ecclesiologie is hiermee uiteengezet: hoe wordt het onzichtbare zichtbaar gemaakt? In feite is er dus sprake van drie spiritualiteiten: de petrificierte Kirche (nadruk op de zichtbare kant), de spirituele perceptie van de kerk (nadruk op de onzichtbare kant) en de communicerende kerk, de communio sacramentalis, die zo goed mogelijk het onzichtbare zichtbaar tracht te stellen.

### Verhouding van de Kerk tot Christus
Een andere vraag van de ecclesiologie is de vraag hoe de kerk zich nu tot het Christusgebeuren verhoudt? Men kan de nadruk leggen op discontinuïteit. Vanuit een negatief-kritische positie kan worden beargumenteerd dat Christus geen instituut kerk heeft gesticht. Toch leert de constitutie Lumen Gentium (LG 18) van het Tweede Vaticaans Concilie het tegendeel door erop te wijzen dat Christus zijn leerlingen zond, zoals de Vader de Zoon zond, en zo de kerk stichtte. Positief-kritisch kan Jezus gezien worden als ‘gevaarlijke herinnering’ voor maatschappij én kerk. Niemand heeft zoveel strijd geleverd met het instituut (jodendom) als Jezus. Hij koos radicaal voor mensen die buiten de maatschappij staan. Belangrijk is dus om de kerk niet te verwarren met het Rijk Gods; de kerk is een middel om het Rijk Gods te bereiken. De kerk moet een antwoord geven op het woord van Christus. Liturgie is een zichtbaar antwoord van de mens aan God. Het gaat in de kerk tenslotte niet om patriarchale en klerikale structuren: het gaat erom Christus voorop te stellen.
Anderzijds kan men ook wijzen op continuïteit: wat Abraham begon, voltooide Christus: tegenover Babel (verstrooiing) staat Pinksteren (herstel). Christus brengt door zijn Geest verzoening met God tot stand in het tweede verbond. Als het ware richt hij de twaalf stammen van Israël weer op in de twaalf apostelen. In Handelingen van de Apostelen 2-5 vindt men wezenskenmerken, korte typeringen van de kerk: bidden tot God in een of ander huis, verkondiging van de leer van de apostelen (gezag en wonderen) en beleving van het verkondigde (delen met de armen). Zó is de kerk voorafbeelding van de eindtijd. Alles komt samen in het Laatste Avondmaal, gevierd met de twaalf, de gemeenschap die leeft van de zelfgave van Christus.

### Lumen gentium
Het dogmatisch kerkverstaan van het Tweede Vaticaans Concilie is neergelegd in de dogmatische constitutie Lumen gentium (haar pastorale opdracht in Gaudium et spes).